# Cosmochthonius tenuisetus
Cosmochthonius tenuisetus är en kvalsterart som beskrevs av Gordeeva 1980. Cosmochthonius tenuisetus ingår i släktet Cosmochthonius och familjen Cosmochthoniidae. Inga underarter finns listade i Catalogue of Life.